# Serra del Llop
La Serra del Llop és una serra situada al municipi de Tordera a la comarca del Maresme, amb una elevació màxima de 520,4 metres. A prop de l'extrem oest de la carena hi ha l'Ermita de la Mare de Déu de l'Erola.